# 대카사블랑카 지방

대카사블랑카 지방

대카사블랑카 지방(아랍어: جهة الدار البيضاء الكبرى, 프랑스어: Grand Casablanca)은 모로코를 구성하던 16개 지방 가운데 하나로 모로코 북서부와 대서양 연안에 위치했다. 행정 중심지는 카사블랑카(모로코 경제의 중심지)이며 면적은 1,615km2, 인구는 7,500,000명(2010년 기준)이다. 2개 현(카사블랑카 현, 모하메디아 현)과 2개 주(누아세르 주, 메디우나 주)를 관할했다. 2015년에 실시된 행정 구역 개편에 따라 폐지되었다.

## 같이 보기
- 카사블랑카